# La ragazza e il generale
La ragazza e il generale è un film del 1967 diretto da Pasquale Festa Campanile.

## Trama
Il soldato Tarasconi, rimasto casualmente in territorio occupato dalle forze austriache dopo la disfatta di Caporetto, fa prigioniero un generale nemico e decide di portarlo ai suoi superiori per ottenere la medaglia d'oro, il premio di mille lire e la desiderata licenza. Intimorito, ma non soggiogato dalla personalità del suo prigioniero, il fantaccino, attraverso le più impensate vicende, lo trascina con sé per monti e vallate. Ma un giorno, vinto dal sonno perde la sua preziosa preda e solo a stento riesce a ritrovarlo aiutato da Ada, una bella e rude contadina che, poco dopo però, con uno stratagemma tenta di liberarsi di lui. Ma, il caso e la fame costringono i tre disgraziati ad una strana collaborazione che si muta insensibilmente in amicizia. Nonostante le difficoltà, con un po' di fortuna e l'aiuto di un somarello, i tre giungono presso le linee italiane. 
Nell'ultima insidia, un campo di mine, Ada, Tarasconi e l'asino moriranno sotto gli occhi impietositi dell'illustre prigioniero.